# Welcome to Paradise
«Welcome to Paradise» (Bienvenida al paraíso) es el segundo sencillo del álbum Dookie de la banda estadounidense de punk rock Green Day. Fue lanzada originalmente en el álbum Kerplunk, pero fue regrabada y nuevamente incluida en este álbum. La canción está basada en el cantante de la banda, Billie Joe Armstrong, que se mudó a una casa abandonada de Oakland, donde vivían los miembros de la banda con más personas. «Welcome to Paradise» significa, sarcásticamente, que su mamá lo visita y esas son las palabras que él le dice cuando la ve llegar. La canción también está disponible en el recopilatorio de la banda International Superhits! en el 2001. «Welcome to Paradise» es jugable en el juego Green Day: Rock Band

## Composición
Billie Joe Armstrong dijo sobre esta canción:

«Trata de West Oakland, viviendo en un almacén con un montón de gente, una tribu de artistas y músicos, punkies y los que vivían alrededor, vagabundos y yonkis y sicarios y pandilleros y toda esa calaña que vivía en la zona. No es un sitio por donde deberías pasear por la noche, pero era una nave limpia donde podías jugar al baloncesto y eso».

## Video musical
Un video fue realizado para la canción que consiste en la banda tocando en vivo, mientras la versión de estudio de la canción del álbum Dookie se escucha como fondo. Es el único que no aparece en el recopilatorio de videos International Supervideos!.

## Listado de canciones
| Sencillo en CD |                       |          |  |
| N.º            | Título                | Duración |  |
| 1.             | «Welcome To Paradise» | 3:44     |  |
| 2.             | «Chump» (Live)        | 2:42     |  |
| 3.             | «Emenius Sleepus»     | 1:43     |  |

| Sencillo en CD Australia |                       |          |  |
| N.º                      | Título                | Duración |  |
| 1.                       | «Welcome To Paradise» | 3:44     |  |
| 2.                       | «Chump» (Live)        | 2:42     |  |
| 3.                       | «Emenius Sleepus»     | 1:43     |  |
| 4.                       | «When I Come Around»  | 2:58     |  |

| Casete |                       |          |  |
| N.º    | Título                | Duración |  |
| 1.     | «Welcome To Paradise» | 3:44     |  |
| 2.     | «Chump» (Live)        | 2:42     |  |

| CD Promocional |                       |          |  |
| N.º            | Título                | Duración |  |
| 1.             | «Welcome To Paradise» | 3:44     |  |

| CD Promocional (Instrumental) |                                      |          |  |
| N.º                           | Título                               | Duración |  |
| 1.                            | «Welcome To Paradise» (Instrumental) | 3:44     |  |

## Posicionamientos
| Año  | Conteo                    | Posición |
| ---- | ------------------------- | -------- |
| 1994 | Australia (ARIA)          | 44       |
| 1994 | Nueva Zelanda (RIANZ)     | 21       |
| 1994 | Official UK Singles Chart | 20       |
| 1994 | US Alternative Songs      | 7        |
| 1994 | US Billboard Hot 100      | 56       |